# Душан Бабић
Душан Бабић (Бања Лука, 1894 — Београд, 1948) био је српски архитекта и члан Групе архитеката модерног правца.

## Изведени објекти
- Вила Рајх у Београду